# Lijst van koloniale bestuurders van de Onafhankelijke Congostaat en Belgisch Congo

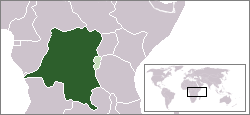
Belgisch Congo (donkergroen) naast Belgisch Ruanda-Urundi (lichtgroen), 1935.

Standaard van de gouverneur-generaal van Belgisch Congo

Dit is een lijst van Europese koloniale bestuurders van het territorium van de onafhankelijke Congostaat en Belgisch-Congo, een gebied dat overeenstemt met de hedendaagse Democratische Republiek Congo.

## Lijst van koloniale hoofden van Congo
| Termijn                                | Titularis                                                                | Opmerkingen                                                        |
| -------------------------------------- | ------------------------------------------------------------------------ | ------------------------------------------------------------------ |
| Association internationale du Congo    |                                                                          |                                                                    |
| 22 april 1884 tot juni 1884            | Frederic Goldsmid, administrateur                                        |                                                                    |
| 22 april 1884 tot 1 juli 1885          | Francis de Winton, administrateur-generaal                               |                                                                    |
| 23 februari 1885                       | Soevereine status van Congo erkend door de Conferentie van Berlijn       | Soevereine status van Congo erkend door de Conferentie van Berlijn |
| 23 februari 1885 tot 1 juli 1885       | Maximilien Strauch, President van de Association internationale du Congo |                                                                    |
| Onafhankelijke Congostaat              |                                                                          |                                                                    |
| 1 juli 1885 tot 1886                   | Francis de Winton, administrateur-generaal                               |                                                                    |
| 1886 tot 26 maart 1887                 | Camille Janssen, administrateur-generaal                                 |                                                                    |
| 26 maart 1887 tot 1 maart 1888         | Camille Janssen, gouverneur-generaal                                     | Eerste mandaat                                                     |
| 1 maart 1888 tot 1889                  | Hermann Ledeganck, waarnemend gouverneur-generaal                        |                                                                    |
| 1889 tot 17 april 1891                 | Camille Janssen, gouverneur-generaal                                     | Tweede mandaat                                                     |
| 17 april 1891 tot 8 mei 1891           | Henri Gondry, gouverneur                                                 |                                                                    |
| 8 mei 1891 to 26 augustus 1892         | Camille Coquilhat, gouverneur                                            |                                                                    |
| 26 augustus 1892 tot 4 september 1896  | Théophile Wahis, gouverneur-generaal                                     | Eerste mandaat                                                     |
| 1896 tot 1900                          | Émile Wangermée, waarnemend gouverneur-generaal                          |                                                                    |
| 4 september 1896 tot 21 december 1900  | Francis Dhanis, vice gouverneur-generaal                                 |                                                                    |
| 21 december 1900 tot december 1900     | Kolonel Bartels, waarnemend gouverneur                                   |                                                                    |
| 1900 tot 15 november 1908              | Théophile Wahis, gouverneur-generaal                                     | Tweede mandaat                                                     |
| Belgisch-Congo                         | annexatie door België                                                    | annexatie door België                                              |
| 15 november 1908 tot 1912              | Théophile Wahis, gouverneur-generaal                                     |                                                                    |
| 20 mei 1912 tot 5 januari 1916         | Félix Fuchs, gouverneur-generaal                                         |                                                                    |
| 5 januari 1916 tot 30 januari 1921     | Eugène Henry, gouverneur-generaal                                        |                                                                    |
| 30 januari 1921 tot 24 januari 1923    | Maurice August Lippens, gouverneur-generaal                              |                                                                    |
| 24 januari 1923 tot 27 december 1927   | Martin Rutten, gouverneur-generaal                                       |                                                                    |
| 27 december 1927 tot 14 september 1934 | Auguste Tilkens, gouverneur-generaal                                     |                                                                    |
| 14 september 1934 tot 31 december 1946 | Pierre Ryckmans, gouverneur-generaal                                     |                                                                    |
| 31 december 1946 tot 1 januari 1952    | Eugène Jungers, gouverneur-generaal                                      |                                                                    |
| 1 januari 1952 tot 12 juli 1958        | Léon Pétillon, gouverneur-generaal                                       |                                                                    |
| 12 juli 1958 tot 30 juni 1960          | Hendrik Cornelis, gouverneur-generaal                                    |                                                                    |
| 1 juli 1960                            | Onafhankelijkheid van de Republiek Congo                                 | Onafhankelijkheid van de Republiek Congo                           |